# Asteriscus
Asteriscus is een geslacht uit de composietenfamilie (Asteraceae). De soorten uit het geslacht komen voor in Europa, Noord-Afrika, Macaronesië en het Midden-Oosten.

## Soorten
- Asteriscus aquaticus (L.) Less.
- Asteriscus daltonii Walp.
- Asteriscus graveolens (Forssk.) Less.
- Asteriscus imbricatus DC.
- Asteriscus intermedius (DC.) Pit. & Proust
- Asteriscus pinifolius Maire & Wilczek
- Asteriscus schultzii (Bolle) Pit. & Proust
- Asteriscus sericeus (L.f.) DC.
- Asteriscus smithii Walp.

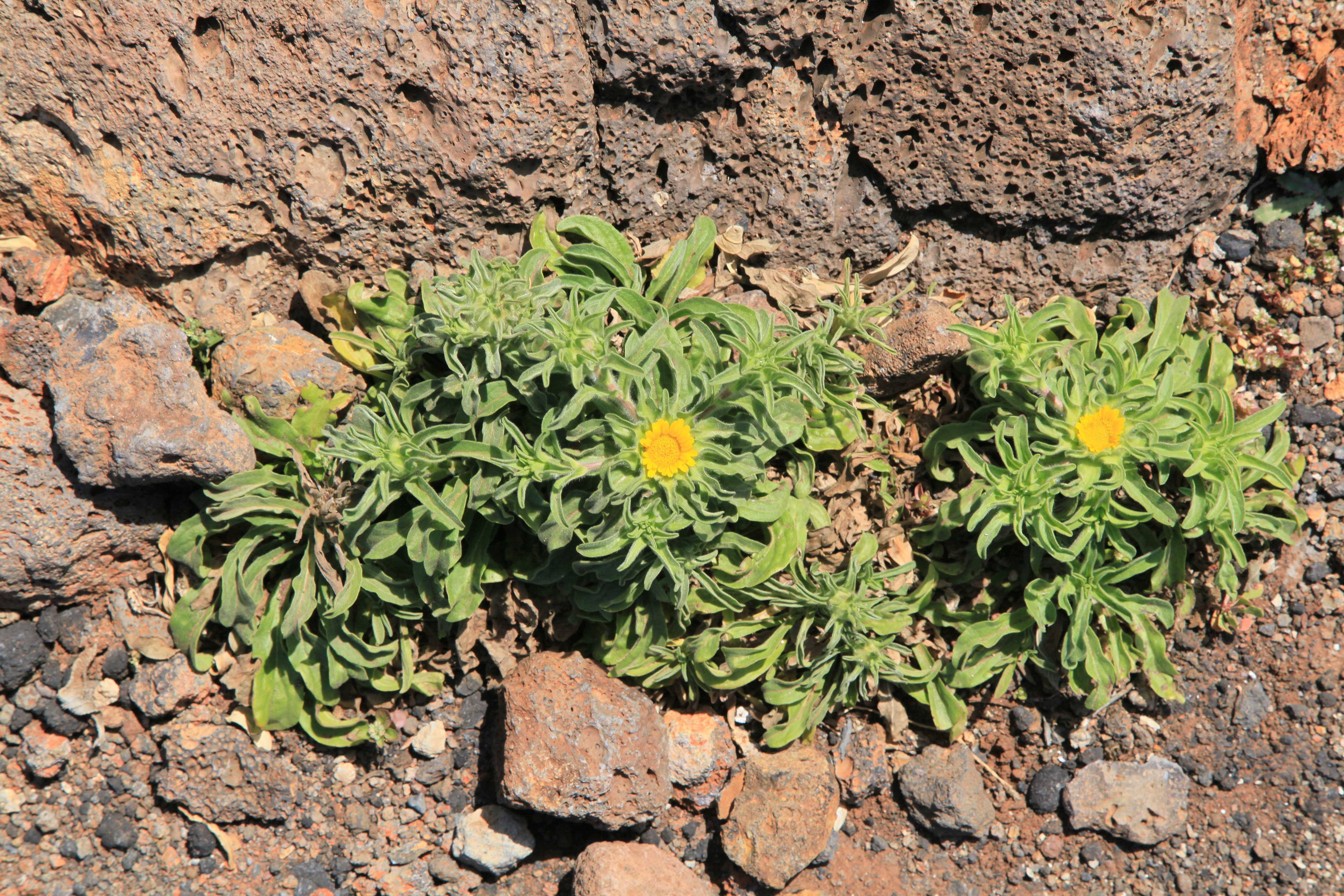
Asteriscus aquaticus
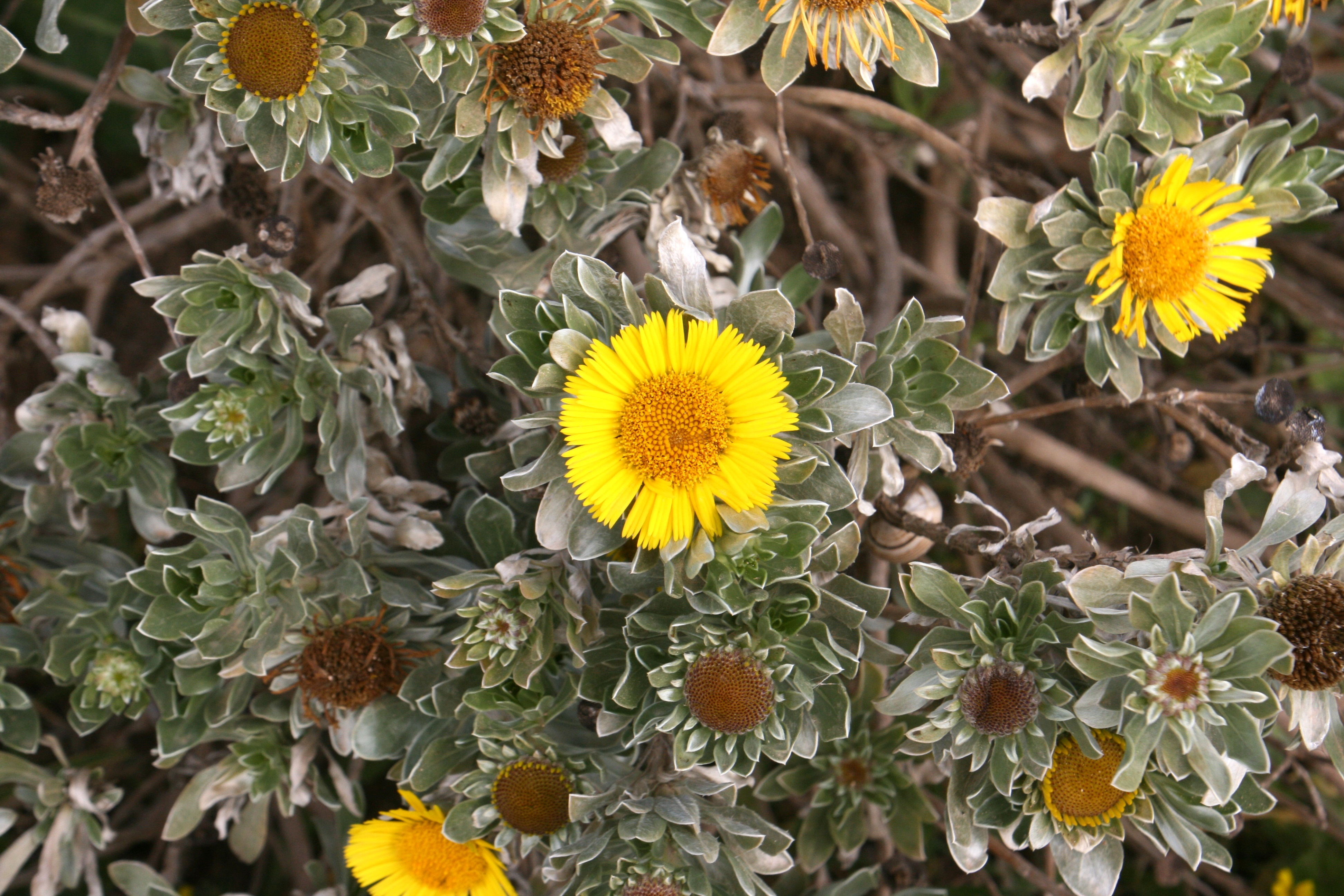
Asteriscus intermedius
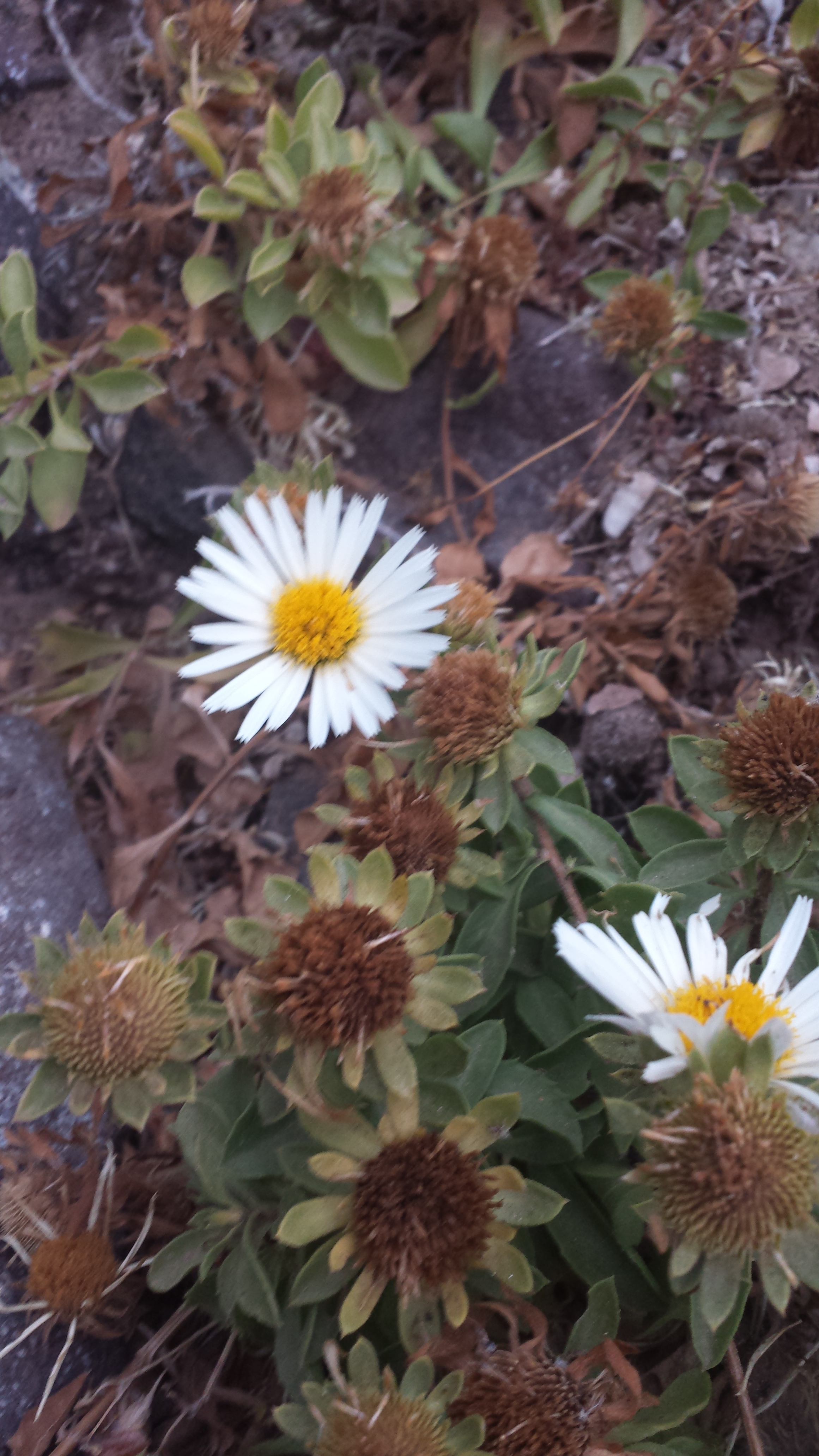
Asteriscus schultzii
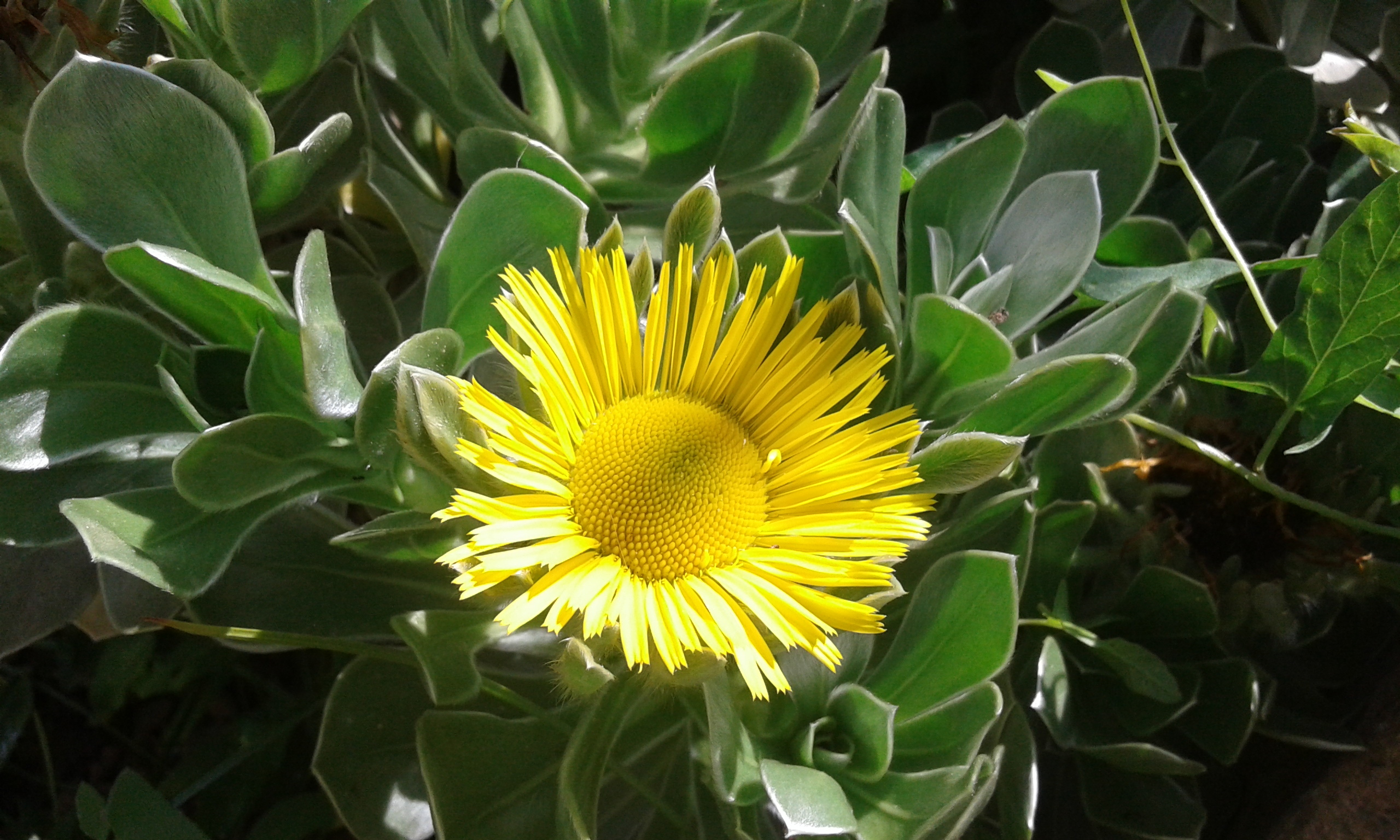
Asteriscus sericeus